# Serrat del Xipell
Serrat del Xipell és una muntanya amb una elevació màxima de 381,2 msnm al sud-est de la vila de Sallent, a la comarca catalana del Bages. Al cim hi ha un repetidor, una magnífica vista de Sallent, i de Montserrat i la muntanya de el Cogulló.